# 유산탄

유산탄(榴散彈, shrapnel shell)은 인마살상탄의 일종이다. 탄껍질 속에 탄알 여러 개를 넣고 발사하여 그 탄알들 각각이 살상효과를 낼 수 있게 한다. 제1차 세계대전 말엽에 개발되어 인마살상탄으로 사용되다가 고폭탄으로 대체되었다.
슈라프넬(Shrapnel)이라는 명칭은 이 탄을 실험 개발한 영국의 포병 소장 헨리 슈라프넬의 이름을 딴 것이다.

## 같이 보기
- M18A1 클레이모어
- 포도탄